# Селияне
Селиянето e по османското право годишният доход на османската хазна от т.нар. селиянели или от всички земи завладени от първия османски султан като халиф – Селим I, а това е Ориента извън Анатолия на изток, вкл. Египет, Судан, Йемен и други, в които не е въведена военно-ленната тимарска система. 
Новият земеделски режим се наложил, понеже завоюваните земи в Ориента не били и не могли да бъдат интегрирани правно в османската правна система.